# دانشگاه دفاع ملی مالزی
دانشگاه دفاع ملی مالزی (مالایی: Universiti Pertahanan Nasional Malaysia) دانشگاه نظامی زیرمجموعه نیروهای مسلح مالزی است. این دانشگاه در سال ۱۹۹۵ تأسیس شد. ساختمان مرکزی این دانشگاه در شهر کوالا لامپور قرار دارد. رئیس دانشگاه عبدالله پاهانگ و معاون دانشگاه دفاع ملی مالزی سپهبد داتو بین عبدالله است. 